# Pallacanestro Viola 2022-2023
Questa voce raccoglie le informazioni riguardanti la Pallacanestro Viola nelle competizioni ufficiali della stagione 2022-2023.

## Stagione
La stagione 2022-2023 della Pallacanestro Viola è stata la 4ª stagione disputata dalla sua rifondazione e la 3ª nella Serie B organizzata dalla LNP.
La stagione è iniziata con delle partite amichevoli disputate al PalaFantozzi di Capo d'Orlando contro l'Orlandina Basket segnando la prima vittoria per la squadra in stagione imponendosi sull'avversario (62-71). In questo campionato la Viola viene inserita nel Girone B; questo crea contrasti con la lega, date le numerose trasferte verso il Nord Italia, poiché nel girone sono presenti numerose squadre lombarde e venete.
Durante la stagione la squadra raccoglie 12 punti (6 vittore e 24 sconfitte), su 30 partite giocate, con una differenza canestri di -314, arrivando 15º con la conseguente retrocessione diretta in Serie B Interregionale.

## Maglie
Il fornitore ufficiale del materiale tecnico per la stagione 2022-2023 è Macron. Le maglie della stagione vedono il bianco come colore dominante nella maglia di casa con la scritta 'PALLACANESTRO VIOLA' arancione su sfondo nero ai lati e il nero nella maglia di trasferta.

## Organigramma societario
Dal sito internet della società.
Area dirigenziale
- Presidente: Carmelo Laganà
- General Manager: Giuseppe Barrile

Area tecnica
- Allenatore: Domenico Bolignano
- Assistente allenatore: Pasquale Motta

Area sanitatia
- Giovanni Calafiore (responsabile)
- Giuseppe D’Agostino (massofisioterapista)
- Antonio Calabró (osteopata)

Area comunicazione
- Responsabile: Rossella Uslenghi
- Addetto Stampa: Giovanni Mafrici
- Fotografo: Fortunato Serranó

## Roster
| Pallacanestro Viola 2022-23 | Pallacanestro Viola 2022-23 |
| Giocatori                   | Staff tecnico               |
| --------------------------- | --------------------------- |

| N. | Naz.                            | Ruolo | Nome                     | Anno | Alt.   | Peso   |  |
| -- | ------------------------------- | ----- | ------------------------ | ---- | ------ | ------ |  |
| 0  | Italia (bandiera)               | A     | Simone Farina            | 2001 | 198 cm | 98 kg  |  |
| 5  | Italia (bandiera)               | C     | Andrea Renzi             | 1989 | 206 cm | 110 kg |  |
| 8  | Italia (bandiera)               | P     | Michelangelo Laquintana  | 2000 | 173 cm | 70 kg  |  |
| 9  | Stati Uniti (bandiera)          | A     | Giambattista Davis       | 2001 | 190 cm | 97 kg  |  |
| 10 | Italia (bandiera)               | P     | Alessandro Rosario Ziino | 2000 | 171 cm | 64 kg  |  |
| 11 | Bosnia ed Erzegovina (bandiera) | P     | Amar Balic               | 1996 | 180 cm | 77 kg  |  |
| 12 | Italia (bandiera)               | C     | Vincenzo Provenzani      | 1999 | 181 cm | 74 kg  |  |
| 15 | Nigeria (bandiera)              | P     | Hamza Yusuf              | 2000 | 208 cm | 104 kg |  |
| 32 | Italia (bandiera)               | G     | Amedeo Tiberti           | 2000 | 196 cm | 94 kg  |  |
| 34 | Italia (bandiera)               | A     | Stefano Spizzichini      | 1990 | 203 cm | 100 kg |  |
| 41 | Italia (bandiera)               | G     | Federico Bischetti       | 2002 | 194 cm | 70 kg  |  |
| 44 | Italia (bandiera)               | G     | Davide Marchini          | 1995 | 188 cm | 85 kg  |  |

| Allenatore                                                                   |
| - Domenico Bolignano                                                         |
| Assistente/i                                                                 |
| - Pasquale Motta Legenda - (C) Capitano - (IN) Inattivo - Infortunato Roster |

## Statistiche

### Statistiche giocatori
| Giocatore                | Serie B | Serie B | Serie B | Serie B |
| Giocatore                | PG      | PTI     | AST     | RIM     |
| ------------------------ | ------- | ------- | ------- | ------- |
| Davide Marchini          | 28      | 418     | 78      | 6       |
| Stefano Spizzichini      | 29      | 377     | 46      | 52      |
| Andrea Renzi             | 15      | 328     | 23      | 32      |
| Simone Farina            | 28      | 224     | 8       | 8       |
| Amar Balic               | 22      | 222     | 119     | 6       |
| Giambattista Davis       | 21      | 168     | 16      | 26      |
| Vincenzo Provenzani      | 19      | 161     | 29      | 5       |
| Federico Bischetti       | 29      | 159     | 21      | 36      |
| Michelangelo Laquintana  | 27      | 55      | 21      | 5       |
| Amedeo Tiberti           | 10      | 44      | 2       | 10      |
| Hamza Yusuf              | 9       | 24      | 0       | 10      |
| Alessandro Rosario Ziino | 2       | 0       | 1       | 0       |